# ليونيل بوماياكو
ليونيل بوماياكو (بالفرنسية: Lionel Bomayako) مواليد 15 سبتمبر 1978 في بانغي، هو لاعب كرة سلة فرنسي. بدأ مسيرته الاحترافية في سنة 2003. لعب مع جاي إس إف نانتير في الدوري الفرنسي لكرة السلة الدرجة الأولى. يبلغ طوله 6 قدم 5 بوصة (2.0 م).

## روابط خارجية
- ليونيل بوماياكو على موقع الاتحاد الدولي لكرة السلة (الإنجليزية)
- ليونيل بوماياكو على موقع كرة السلة الأوروبية.كوم (الإنجليزية)
- ليونيل بوماياكو على موقع كلية كرة السلة في سبورتس رفرنس.كوم (الإنجليزية)
- ليونيل بوماياكو على موقع ريلجم (الإنجليزية)
- ليونيل بوماياكو على موقع بروبوليرز (الإنجليزية)